# James Ashcroft
James Ashcroft (nacido el 12 de junio de 1978) es un director, actor, escritor y productor neozelandés.

## Primeros años y educación
Ashcroft nació de madre maorí y padre inglés. Es descendiente de Ngāti Kahu y Ngāpuhi iwi (tribu). Es el menor de seis hermanos y creció en Paraparaumu. Se formó como actor y se graduó en la Universidad Victoria y en la escuela de teatro Toi Whakaari. Realizó prácticas en las compañías de teatro The Wooster Group en Nueva York y Ex Machina de Robert Lepage en Quebec.

## Carrera
Ashcroft ha tenido una carrera en teatro, cine, televisión y radio, incluso llegó a ser director artístico y director ejecutivo de la compañía de teatro maorí Taki Rua Productions. El trabajo de Ashcroft como actor incluye papeles en The Insider's Guide to Love (2005), Ovejas asesinas (2006) y Fresh Meat (2012). Ha dirigido múltiples cortometrajes.
A principios de la década de 2010, adquirió los derechos de dos cuentos del escritor neozelandés Owen Marshall: «Coming Home in the Dark» y «The Rule of Jenny Pen». En 2014, Ashcroft formó Light in the Dark Productions Ltd para desarrollar adaptaciones de obras literarias neozelandesas en largometrajes, cortometrajes y documentales.
En 2021, dirigió Coming Home in the Dark, un thriller psicológico basado en el cuento homónimo de Marshall. Ashcroft coescribió la película con Eli Kent. Está protagonizada por Daniel Gillies, Erik Thomson, Miriama McDowell y Matthias Luafutu. La película se estrenó en el Festival de Cine de Sundance.
El agregador de reseñas Rotten Tomatoes le dio a la película un índice de aprobación del 92% a partir de 63 reseñas. El consenso crítico dice: «Inteligente, bien actuada y, sobre todo, aterradora, Coming Home in the Dark encuentra al director debutante James Ashcroft dejando su marca con una película que pone a los fanáticos del terror nerviosos».
En 2024 dirigió The Rule of Jenny Pen, una película de terror psicológico basada en el cuento homónimo de Marshall. Fue coescrita por Ashcroft y Eli Kent, y está protagonizada por John Lithgow, Geoffrey Rush y George Henare. La película se proyectó en Fantastic Fest el 19 de septiembre de 2024, donde Ashcroft ganó el premio al mejor director. Se proyectó en el Festival de Cine de Sitges en octubre de 2024, donde Lithgow y Rush fueron galardonados conjuntamente como mejor actor.
Rotten Tomatoes le dio a la película un índice de aprobación del 73% a partir de 95 reseñas. El consenso crítico dice: «La actuación aterradoramente desquiciada de John Lithgow reina sobre The Rule of Jenny Pen, una película desagradable y escalofriante que es a la vez monótona y obsesiva». The Guardian lo calificó como una «historia de maltrato a ancianos, conmovedora y maliciosa». El novelista Stephen King tuiteó: «Vi una de las mejores películas que he visto este año. Se llama The Rule of Jenny Pen, y les recomiendo que la vean...».
En 2025, Ashcroft dirigió una adaptación de la novela de Alex North, The Whisper Man, protagonizada por Robert De Niro. La película de Netflix tendrá un presupuesto de 50 millones de dólares. Su próxima película será When Darkness Loves Us, basada en una novela de Elizabeth Engstrom, protagonizada por Emilia Clarke y filmada en Nueva Zelanda. También tiene los derechos de la novela de Stephen King Danny Coughlin's Bad Dream.
Ashcroft dice que se siente atraído por temas oscuros. «Me gusta jugar en la oscuridad», dice. «Quiero abrirles la boca a los espectadores con gritos o risas, y luego meterles algo serio por la garganta para que lo digieran después».

## Vida personal
Ashcroft está casado y tiene tres hijos pequeños. Vive en el monte Maunganui.